# Ambasada Beninu przy Stolicy Apostolskiej
Ambasada Beninu przy Stolicy Apostolskiej – misja dyplomatyczna Republiki Beninu przy Stolicy Apostolskiej. Ambasada mieści się w Rzymie, w pobliżu Watykanu.
Stolica Apostolska i Benin nawiązały stosunki dyplomatyczne w 1971. Ambasadę Beninu przy Stolicy Apostolskiej otwarto w 2012.